# Kanakir (Damaszek)
Kanakir (arab. كناكر) – miejscowość w Syrii, w muhafazie Damaszek. W 2004 roku liczyła 13 950 mieszkańców.